# 니노미야 토모코
니노미야 토모코(일본어: 二ノ宮 知子 니노미야 도모코[*], 1969년 5월 25일 - )는 일본의 만화가이다. 사이타마현 지치부군 미나노정 출신이며 현재 사이타마현에 거주하고 있다.
대표작으로는 〈노다메 칸타빌레〉등이 있다.

## 전기
판금 가공 회사 경영자의 딸로 태어났다. 그녀가 프로 만화가로 데뷔한 것은 1989년, 단편 <런던 다우트 보이스(London Doubt Boys)>를 발표하면서부터였다.
1991년부터 1994년까지 그녀는 <트렌드의 여왕 미호>를 만화 잡지 <Young Rose>에 연재했다. 이 잡지는 성인 여성 독자를 겨냥한 것으로 레이디스 코믹스에 집중하고 있었다. <트렌드의 여왕 미호>는 거의 1750페이지에 달하는 작품으로 10권으로 출간되었다. 그 다음 작품인 <주식회사 천재 패밀리>는 1994년부터 2001년까지 만화 잡지 <그대와 나(Kimi to Boku)>에 연재되었고 11권으로 출간되었다. 이 작품은 하버드 대학에 유학하여 성공하는 비즈니스 맨이 되는 것이 꿈인 17세 소년을 주인공으로 하고 있다. 한편 소년의 어머니와 결혼하여 같이 살게 된 의붓아버지와 그의 아들은 그와는 전혀 다른 세계관을 가지고 있다. 고등학생 천재 기업가를 묘사한 이 작품은 라이브도어 전 사장 호리에 다카후미의 애독서라고 해서 화제가 되었다.
몇 개의 짧은 연재물을 시도한 뒤에 그녀는 1999년부터 2001년까지 역시 성인 여성을 겨냥한 만화 잡지 <Kiss>에 <GREEN>을 연재했다.
대성공을 거둔 <노다메 칸타빌레>는 탁월한 재능을 지닌 지휘자 지망의 음대생 치아키 신이치를 주인공으로 한 것이다. 이때 같은 학교를 다니는 노다메라는 여학생이 나타나 그의 신경을 긁게 되는데 그녀는 치아키를 사모하게 된다. 2001년부터 연재된 이 작품은 지금까지 2900페이지를 넘어섰으며 고단샤에서 출간되는 단행본은 현재까지 21(일본판 기준)권을 기록하고 있다. <노다메 칸타빌레>는 TV 드라마와 애니메이션으로도 만들어졌으며 상업적으로 대성공을 거두었다. 2007년 2월에 집계된 이 작품의 단행본 판매량은 1800만부를 넘어섰다. 그녀는 2004년, <노다메 칸타빌레>로 제28회 고단샤 만화상의 소녀 부문을 수상했고, 2회에 걸쳐(2005년과 2006년) 테즈카 오사무 문화상 후보에 올랐다. 클래식 음악을 제재로 한 이 만화를 계기로 현재 도쿄도 교향악단 상임 지휘자인 제임스 데프리스트와의 대담이 이루어지기도 했다.
애주가로 알려져 있으며 음주를 소재로 한 작품이 많다. 자신의 음주와 관련된 체험(많게는 실패담)을 묘사한 <헤이세이 주정뱅이 연구소> 안에서 자신을 ‘만화가 겸 주정뱅이 연구소 소장’이라고 쓴 적이 있어서, 팬들은 니노미야를 ‘소장’이라고 부르고 있다. <헤이세이 주정뱅이 연구소>는 <음주가무 연구소>라는 제목으로 국내에도 출판되었다.
그녀의 작품은 한국어, 영어, 독일어, 프랑스어, 중국어, 인도네시아어, 타이어 등으로도 번역되었다.
남편인 니노미야 아쓰오(二ノ宮敦夫, 통칭 POM)은 인디 밴드 옐로 덕의 전 드러머이다.
덧붙여서 일본 축구 대표 선수 오노 신지(小野伸二)의 열렬한 팬으로, J 리그 우라와 레즈의 팬이기도 하다.

## 작품 리스트
- 런던 다우트 보이스(London ダウト・ボーイズ) (1989년)
- 트렌드의 여왕 미호(トレンドの女王ミホ) (전 10권, 1991년 - 1995년)
- 일본의 가난(ニッポンの貧乏) (1993년)
- 마시러 가자구!!(飲みに行こうぜ!!) (1993년~1994년)
- OUT(1995년)
- 헤이세이 주정뱅이 연구소(平成よっぱらい研究所) (1995년 - 1996년)
- GREEN~ 농촌 총각에게 시집 갈래요(GREEN~農家のヨメになりたい~) (전 4권, 1999년 - 2001년)
- 주식회사 천재 패밀리(天才ファミリー・カンパニー) (전 6권, 1994년 - 2001년)
- 노다메 칸타빌레(のだめカンタービレ) (전 25권, 2001년 ~ 2010년)
- 주먹밥 통신 (おにぎり通信)(전 3권, 2011년~2015년)
- 에이티세븐 클록커즈 87 CLOCKERS (전 9권, 2011년~2016년)
- 전당포 시노부의 보석상자(七つ屋 志のぶの宝石匣) (2013년~)

## 출전
1. ↑  “mantanweb.mainichi.co.jp”. 2007년 4월 2일에 원본 문서에서 보존된 문서. 2008년 12월 9일에 확인함.